# Gunung Seumantok
Gunung Seumantok är en kulle i Indonesien.   Den ligger i provinsen Aceh, i den västra delen av landet, 1 700 km nordväst om huvudstaden Jakarta. Toppen på Gunung Seumantok är 49 meter över havet.
Terrängen runt Gunung Seumantok är platt. Runt Gunung Seumantok är det ganska tätbefolkat, med 58 invånare per kvadratkilometer. I omgivningarna runt Gunung Seumantok växer i huvudsak städsegrön lövskog.